# Schleifstraße
Der Begriff Schleifstraße wird in der Steinindustrie für die Aneinanderreihung von automatisierten Steinschleifmaschinen, die nach dem Durchlaufprinzip (vor allem bei Marmoren und Kalksteinen) aufgebaut sind, verwendet. Meist führt dabei ein Förderband die Natursteinplatten oder Tranchen an die Schleifscheiben bzw. Schleifköpfe heran.

## Abgrenzung
Für Hart- und Weichgesteine findet das Schleifstraßenprinzip kaum Anwendung, da die Schleifzeiten für das Grob-, Feinschleifen und Polieren – je nach Hartgesteinsorte – unterschiedlich sind. Die Schleifkörper für Hartgesteine sind im Übrigen bei den letzten Scheifvorgängen feiner.

## Schleifvorgänge
Die Schlefköpfe schleifen je nach verwendeter Schleifkörnung die Werkstücke mit entsprechend angepassten Wassereinsatz bis zur Politur. Dabei folgen die Schleifköpfe sogenannten Schleifprogrammen. Dies sind Muster, die die Schleifwerkzeuge hinterlassen. Es gibt Zickzack-, Rahmen- und Mäander-Muster. Vom verwendeten Schleifmuster wird der Schleiferfolg maßgeblich beeinflusst.
Bei offenporigem Steinmaterial ist zwischen Mittel- und Grobschliff eine sogenannte Kittstrecke (z. B. bei Jura-Marmor) integriert, die die Poren vor den nachfolgenden Schleifgängen mit sogenannten Steinkitten verschließt. Die Kitte werden vornehmlich von der Firma Akemi aus Nürnberg hergestellt, die diese weltweit vertreibt. Da diese Kitte nicht auf feuchten Natursteinen haften, werden die Platten unter Einsatz von UV-Öfen getrocknet und damit auch der Erhärtungsvorgang der Kitte optimiert.

## Unterscheidung
Unterschieden wird zwischen Kanten- und Flächenschleifstraßen. Hartgestein und Weichgestein erfordert unterschiedliche Schleifgeschwindigkeiten und unterschiedlichen Maschinen- und Schleifscheibeneinsatz. Als Erfinder der neuzeitlichen Granitschleiftechnologie gilt der Steinmetz Erhard Ackermann in der Mitte des 19. Jahrhunderts.
Bei Schleifstraßen, die Kalksteine oder Marmore bis zur Politur schleifen, wird in der Steinindustrie von „Marmorschleifstraßen“ gesprochen.